# 大里御殿
大里御殿（おおざとうどぅん）は、尚灝王の次男・尚惇、大里王子朝教を元祖とする琉球王族。第二尚氏の分家で、王国末期に大里間切（現：南城市大里地区）の按司地頭を務めた琉球王国の大名。
一世・朝教は、尚泰王の摂政を務めた。また、『野村工工四』の編集にあたり、序文も書いている。二世・朝要のとき、琉球処分を迎えた。大里御殿は御殿の中では、王国末期に誕生した新しい御殿である。

## 系譜
- 一世・大里王子朝教
- 二世・大里按司朝要